# Липпо-центр (Гонконг)
Липпо-центр (кит. трад. 力寶中心) — гонконгский офисный комплекс, построенный в виде двух башен (48-этажная Lippo Tower и 44-этажная Peregrine Tower). Ранее был известен как Бонд-центр (кит. трад. 奔達中心). Здания расположены в районе Адмиралтейство. Высота Lippo Tower составляет 186 метров, Peregrine Tower — 172 м (общая площадь офисных помещений — около 80 тыс. м²). Башни были разработаны американским архитектором Полом Рудольфом, строительство было завершено в 1988 году и обошлось заказчику в 58 млн долл. США. Липпо-центр известен как «Деревья коал» или «Деревья панд», потому-что отдалённо напоминает этих животных, обнявших лапами стволы.
Липпо-центр изображён в компьютерной игре Burnout 3: Takedown, а также в нескольких художественных фильмах, действие которых происходит в Гонконге.